# František Fajtl
František Fajtl (Donín, 20 augustus 1912 - Praag, 4 oktober 2006) was een Tsjechische gevechtspiloot tijdens de Tweede Wereldoorlog.
Voor de oorlog studeerde hij aan de militaire academie van Hranice na Moravě. Na de Duitse inval in mei 1939 in Tsjechië vluchtte Fajtl naar Frankrijk waar hij in de Armée de l'air diende. Nadat ook Frankrijk door Duitsland in 1940 werd bezet vluchtte hij via Noord-Afrika naar Groot-Brittannië.
In dat land voegde hij zich bij de Royal Air Force en nam hij als lid van het 1e en het 17e squadron alsook van de Tsjecho-Slowaakse 310 en 313 squadrons deel aan de strijd tegen nazi-Duitsland; over het laatstgenoemde squadron voerde hij eveneens het bevel. Tijdens de Slag om Engeland die in 1940 plaatsvond, vernietigde hij vier Duitse gevechtsvliegtuigen. Zelf werd hij in 1942 neergeschoten boven Frankrijk; hij wist via Spanje weer in Groot-Brittannië te komen. In 1944 vertrok hij naar de Sovjet-Unie om vanuit Oost-Europa tegen Duitsland verder te strijden.
Na de oorlog keerde hij terug naar Tsjecho-Slowakije. Daar werd hij in 1949 door de toenmalige communistische regering vanwege zijn meevechten aan Britse zijde gedegradeerd en in 1950 gearresteerd en veroordeeld tot dwangarbeid. Hierdoor bracht hij zeventien maanden in gevangenschap door. Het feit dat hij later tijdens de oorlog ook aan de zijde van de Sovjet-Unie had gevochten was een beletsel voor de Tsjecho-Slowaakse regering om hem geheel te brandmerken als 'ongewenst persoon'.
Na zijn vrijlating vond hij emplooi in de transportsector. Ook schreef hij een reeks autobiografische boeken. In 1964 volgde een gedeeltelijke rehabilitatie. In 1989 verkreeg hij na de zogenoemde Fluwelen Revolutie de generaalswaardigheid.
Fajtl is voor zijn militaire optreden veelvuldig onderscheiden. Hij ontving vier Tsjecho-Slowaakse oorlogskruisen, het Britse Distinguished Flying Cross in 1942, in 2004 de hoogste Tsjechische onderscheiding de Řád bílého lva of Orde van de Witte Leeuw alsmede diverse andere onderscheidingen.
František Fajtl overleed op 94-jarige leeftijd.

## Werken
In het Tsjechisch:
- Bitva o Británii (1991)
- Létal jsem s Třistatřináctkou (1991)
- Sestřelen (1991)
- Generál nebe (1992)
- První doma
- Opět doma
- Vzpomínky na padlé kamarády
- Boje a návraty

## Onderscheidingen
- Legioen van Eer[2]
  - Ridder[2]
  - Grootkruis[2]
- Oorlogskruis 1939-1945 met Palm[2]
- 1939-1945 Star met gesp "Slag om Engeland"[2]
- Air Crew Europe Star[2]
- Defensiemedaille[2]
- War Medal 1939-1945[2]
- Tsjecho-Slowaakse Herinneringsmedaille 1939-1945 (Ceskoslovenská vojenská pametni medaile 1939-1945)[2]
- Tsjecho-Slowaakse Militaire Medaille van Verdienste (Ceskoslovenská vojenská medaile Za zásluhy) in zilver[2]
- Tsjecho-Slowaakse Dapperheidsmedaille (Za chrabrost pred nepritelem)[2]
- Kruis van Verdienste van de Minister van Defensie van de Tsjechische Republiek[2](Postuum)[3]
- Grootofficier in de Orde van de Kroon van Roemenië in 1947
- Orde van de Slowaakse Volksopstand, 1e klasse in 1945
- Orde van Milan Rastislav Štefánik, 3e klasse op 8 mei 1991[4][5]